# Последствия (фильм, 2019)
«Последствия» (англ. The Aftermath) — военная драма режиссёра Джеймса Кента. В главных ролях: Кира Найтли, Александр Скарсгард и Джейсон Кларк. Мировая премьера фильма состоялась 1 марта 2019 года. Выход в широкий прокат в России состоялся 25 апреля 2019 года.

## Сюжет
Полковник Британии, которого направили в послевоенный город Гамбург, поселился в этом городе вместе с своей женой, в доме немца. Между этими двумя соседями начинаются сложные отношения. Победители и проигравшие в этой войне, теперь вынуждены жить вместе под одной крышей, где все сильнее растет напряжение между ними.

## В ролях
| Актёр               | Роль               |
| ------------------- | ------------------ |
| Кира Найтли         | Рэйчел Морган      |
| Александр Скарсгард | Стефан Лаберт      |
| Джейсон Кларк       | Льюис Морган       |
| Кейт Филлипс        | Сьюзан Бёрнхем     |
| Фионн О’Ши          | майор Баркер       |
| Александр Шеер      | Зигфрид Лейтман    |
| Том Белл            | капитан Элиот      |
| Янник Шюман         | Альберт            |
| Эбигейл Райс        | Памела Эллиот      |
| Логан Хиллер        | британский капитан |
| Пип Торренс         | генерал Брук       |

## Производство
Съёмки начались в январе 2017 в Чехии. 17 октября 2018 года вышел первый трейлер фильма.